# Галерія Вітеллія
Галерія Вітеллія (*Galeria Vitellia, 58—75) — римська матрона часів ранньої Римської імперії.

## Життєпис
Походила з роду Вітелліїв. Була донькою Авла Вітеллія, майбутнього імператора, та Галерії Фундани, доньки претора. У 69 році, під час правління імператора Отона, перебувала у Римі. Після початку повстання Авла Вітеллія, Отон запропонував йому стати співправителем і попросив руки Галерії Вітеллії, однак отримав відмову. Незважаючи на протистояння з армією Вітеллія, Отон наказав не чинити шкоди дружині та дітям свого суперника.
Після перемоги батьківських легіонів Галерія Вітеллія разом з матір'ю перебралася до Лугдуна (Галлія), де за наказом батька вийшла заміж за Децима Валерія Азіатіка, від якого мала сина.
Після поразки та загибелі батька, вирішила не залишати Рима. Новий імператор веспасіан добре поставився до Вітеллії. Її було надано значний посаг, Веспасіан збирався підшукати Галерії Вітеллії нового чоловіка (Децим Валерій на той час помер), проте невідомо чи відбувся шлюб й з ким. Померла Вітеллія у 75 році у Римі.
Діюча особа опери Амадея Моцарта «Милосердя Тіта».

## Родина
Чоловік — Децим Валерій Азіатік.
Діти:
- Децим Валерій Азіатік Сатурнін, консул-суфект 96 року